# 8月8日
8月8日是阳历年的第220天（闰年是221天），离一年的结束还有145天。

## 大事记

### 前7世紀
- 前685年：乾时战役，齊国击败魯国，齊桓公的霸主地位得到巩固。[1]

### 16世紀
- 1511年：葡萄牙王国攻陷马六甲，马六甲苏丹皇朝灭亡。
- 1525年：德國農民戰爭爆發。
- 1549年：法国向英国宣战。
- 1588年：英国舰队与“海盗勳爵”弗朗西斯·德雷克在格瑞福蘭海戰联合击溃西班牙“无敌舰队”，无敌舰队覆灭 。

### 18世紀
- 1709年：有记录的第一次热气球升空表演在葡萄牙王宫举行。
- 1786年：米歇爾-加百利·帕卡德和雅克·巴爾瑪登上阿爾卑斯山的白朗峰，被視為登山運動的開端。

### 19世紀
- 1876年：托马斯·爱迪生获得了油印机专利。
- 1900年：庚子事变：俄国全面入侵中国东北。

### 20世紀
- 1918年：第一次世界大戰中，亚眠战役爆發。
- 1919年：英国-阿富汗条约簽訂，第三次英-阿战争結束，重新确认杜兰线为阿富汗与英属印度邊界。
- 1927年：菲律宾股票交易所（英语：Philippine Stock Exchange）前身之一马尼拉股票交易所成立。
- 1940年：大和級戰艦一號艦大和於廣島吳市舉行下水典禮
- 1942年：甘地发表《退出印度演说》呼吁印度独立，退出印度运动展开。
- 1944年：中国抗日战争：衡阳战役结束，日军攻陷湖南衡阳。
- 1945年：苏联在第二次世界大战结束前夕向大日本帝国正式宣战，苏联红军对满洲国发动大规模进攻。
- 1945年：美国签署联合国宪章，成为联合国第一个成员国。
- 1946年：第一架专门设计来搭载核武器的B-36轰炸机原型机首次进行试飞。
- 1952年：中国中央人民政府委员会发布《中华人民共和国民族区域自治实施纲要》，民族区域自治制度开始全面推行。
- 1959年：苏州市档案馆前身苏州市档案资料馆正式成立。
- 1961年：日本“松川事件”的全体被告在重审时被宣告无罪。
- 1963年：英國發生郵政列車大劫案（英语：Great Train Robbery (1963)），主犯龍尼·比格斯（Ronnie Biggs）越獄逃亡巴西近三十年後於2001年向英國警方自首，2009年因患重病而獲司法部門提前釋放。
- 1965年：馬來西亞國會通过议决将新加坡逐出马来西亚聯邦，迫使新加坡于8月9日独立。
- 1966年：中共八屆中央委員會第十一次全體會議通過了《中國共產黨中央委員會關於無產階級文化大革命的決定》（後來簡稱《十六條》）。「文化大革命」一語首次出現於公開的中國共產黨中央委員會決定里，無產階級文化大革命全面開始。
- 1967年：印尼、马来西亚、新加坡、菲律宾、泰国五国共同发表《曼谷宣言》，正式宣告东南亚国家联盟成立。
- 1967年：中国重庆大武鬥，致长江航运中断。
- 1973年：韩国民主派领袖金大中于日本遭到绑架，事后证实为韩国中央情报部所为。
- 1974年：美国总统理查·尼克森因“水门事件”被迫宣布将于次日辞职。
- 1975年：超级强烈台风妮娜于中国河南省南部降下破纪录暴雨，导致62座水库溃决，造成超过20万人死亡。[2][3]。
- 1981年：台湾中华民国空军少校黄植诚驾机叛逃至中国大陆。
- 1988年：聯合國宣佈兩伊戰爭結束。
- 1988年：缅甸展开一系列抗议缅甸社会主义纲领党进行一党制统治的8888民主运动。
- 1991年：作為當時世界最高結構物的波蘭華沙電台廣播塔因為替換拉索出現錯誤而倒塌。

### 21世紀
- 2008年：第二十九屆奧林匹克運動會在中國北京國家體育場（俗稱鳥巢）開幕。
- 2009年：颱風莫拉克掠過台灣，在台灣中南部引發八八水災。
- 2009年：缅甸联邦政府派兵干涉果敢事务，并与缅甸民族民主同盟军爆发军事冲突。同盟军副司令白所成等人向缅甸政府投诚，而特区政府主席、原同盟军总司令彭家声率领的同盟军余部不敌缅甸政府军，败退果敢山区。[4]
- 2010年：中国甘南藏族自治州发生大规模的泥石流灾害，多达180万立方米的泥土和石块滑落，造成1,471人死亡。
- 2012年：利比亚内战：利比亚全国过渡委员会正式把权力移交给利比亚国民议会。
- 2013年：阿富汗东部楠格哈尔省一个墓地发生爆炸袭击，造成7名妇女和7名儿童死亡。
- 2014年：世界衛生組織宣布於2013年12月開始的西非伊波拉病毒疫情為國際關注的突發公共衛生事件。
- 2015年：颱風蘇迪勒登陸台灣，全臺逾400萬戶停電，打破1996年賀伯侵臺造成279萬戶停電的紀錄。
- 2017年：世界自然遺產中國四川省九寨溝縣發生規模7.0的強烈地震。
- 2022年：韩国中部地区连日普降暴雨，造成广泛地区出现水灾，降雨量打破该国1942年以来最高纪录。
- 2023年：美國夏威夷州茂宜島等地發生野火，造成至少110餘人死亡、60餘人受傷、1,300餘人失蹤，為夏威夷州歷史上最嚴重的自然災害。

## 出生
- 467年：宋顺帝劉準，劉宋末代皇帝，宋明帝劉彧的第三子。（479年逝世）
- 1079年：堀河天皇，日本第73代天皇（1107年逝世）
- 1748年：約翰·弗里德里希·格梅林，德國博物學家（1804年逝世）
- 1824年：瑪麗亞·亞歷山德羅芙娜，俄羅斯皇后（1880年逝世）
- 1857年：亨利·費爾費爾德·奧斯本，美國古生物學家（1935年逝世）
- 1866年：羅振玉，中國金石学家（1940年逝世）
- 1871年：石川欽一郎，日本畫家（1945年逝世）
- 1876年：瓦格希斯·佩伊亞皮利，印度敘利亞-瑪拉巴禮教士（1929年逝世）
- 1879年：寺内寿一，日本陆军元帅大将，伯爵（1946年逝世）
- 1883年：土肥原賢二，日本陸軍大将（1948年逝世）
- 1884年：莎拉·蒂斯黛尔，美國近代抒情女诗人（1933年逝世）
- 1901年：王添灯，臺灣政治人物，二二八事件受難者（1947年逝世）
- 1901年：欧内斯特·劳伦斯，美國物理学家（1958年逝世）
- 1902年：保羅·狄拉克，英國物理学家（1984年逝世）
- 1919年：郝柏村，中華民國陸軍一級上將，前行政院長、國防部長、參謀總長、陸軍總司令（2020年逝世）
- 1924年：吉恩·戴奇，捷克裔美國插畫家、動畫師、漫畫作者、電影導演（2020年逝世）
- 1925年：阿利雅·伊泽特贝戈维奇，波赫律師、社會活動家、政治家，首任波士尼亞與赫塞哥維納主席團主席。（2003年逝世）
- 1925年：王秋華，臺灣女性建築師，被譽為「台灣圖書館建築之母」（2021年逝世）
- 1926年：沈祖海，臺灣建築師，沈葆楨第5代孫子。（2005年逝世）
- 1931年：羅傑·潘洛斯，英國數學物理學家，2020年諾貝爾物理學獎得主
- 1934年：克勞狄·胡默斯，巴西籍天主教司鐸級樞機、方濟各會會士（2022年逝世）
- 1937年：达斯汀·霍夫曼，美國電影、戲剧演員
- 1940年：賈斯特·傑克金，法國電影導演、攝影師、雕塑家（2022年逝世）
- 1940年：丹尼斯·蒂托，美國企業家，史上第一位太空遊客
- 1943年：楊再春，中國書法家、書法教育家（2025年逝世）
- 1944年：麥人，日本男性聲優
- 1949年：雷·達利奧，美國對沖基金經理、慈善家
- 1951年：施南生，香港傳媒人
- 1951年：押井守，日本動畫監督
- 1951年：路易斯·范加爾，荷蘭職業足球教練
- 1953年：勞埃德·奧斯丁，美國陸軍退役上將，現任美國國防部部長
- 1954年：隈研吾，日本建築師
- 1957年：伊斯梅爾·賈尼，伊朗軍事人物
- 1958年：穆扎·賓特·納賽爾，卡塔尔王室成員
- 1962年：施羽，台灣男演員
- 1963年：篠原惠美，日本女性聲優（2024年逝世）
- 1963年：高志鵬，臺灣政治人物
- 1963年：深見梨加，日本女性聲優
- 1964年：夏靖庭，台灣演員
- 1967年：天海祐希，日本女演員
- 1969年：王菲，香港女歌手
- 1970年：馬幼興，台灣演員
- 1972年：埃里克·布熱德，法國男子競技體操運動員（2024年逝世）
- 1976年：郭詠琴，香港女主播
- 1978年：桑谷夏子，日本女性聲優
- 1979年：程銘志，臺灣男子桌球傷健運動員
- 1979年：川島和津實，日本前AV女優
- 1980年：納特·桑德斯，美國剪輯師
- 1981年：羅傑·費德勒，瑞士職業網球選手
- 1983年：金原瞳，日本小說家
- 1983年：張耀庭，香港足球運動員
- 1983年：佟麗婭，中國女演員
- 1984年：周曉涵，台灣女演員
- 1984年：橋本愛實，日本女演員
- 1985年：林宗彥，台灣演員
- 1985年：拉斐爾·卡索，美國作家、演員、製片人、節目統籌
- 1986年：卡捷琳娜·邦達連科，烏克蘭職業網球運動員
- 1986年：毛劍卿，中國足球運動員
- 1987年：張雨綺，中國演員
- 1987年：梁佩詩，英國華裔演員
- 1988年：劉品言，台灣女演員
- 1988年：倪妮，中國女演員
- 1988年：庵田定夏，日本輕小說作家
- 1988年：比亚特丽斯公主，英國王室成員
- 1989年：侯彥西，台灣演員
- 1990年：徐開騁，中國演員、模特
- 1990年：渡邊大知，日本音樂家、演員
- 1992年：逢田梨香子，日本女性聲優
- 1992年：福田周平，日本職業棒球運動員
- 1992年：凱西·柯特，美國男演員
- 1993年：蔚雨芯，香港女歌手
- 1994年：萊奥夫，美國創作男歌手
- 1994年：史蒂文·范德費爾德，荷蘭男子沙灘排球運動員
- 1995年：蓬·涅蒂波恩，泰國政治活動家（2024年逝世）
- 1995年：崔勝哲，韓國男歌手、舞者、饒舌歌手，男子偶像團體SEVENTEEN成員
- 1996年：松岡菜摘 ，日本女子偶像團體HKT48成員
- 1996年：阿賈·威爾遜 ，美國職業籃球運動員
- 1997年：帕妮帕·翁帕他那吉，泰國女子跆拳道運動員
- 1998年：邱愷翔，華裔美國男子羽球運動員
- 1998年：屋代瑠花，日本女性聲優
- 1998年：尚恩·曼德斯，加拿大創作歌手
- 1998年 :  莎露彩·查金哈，泰国女演员
- 1999年：林葦妮，台灣女藝人、演員、主持人
- 2001年：曾俊欣，台灣職業網球選手
- 2001年：賀喜遙香，日本女子偶像團體乃木坂46成員
- 2001年：北川悠理，日本女子偶像團體乃木坂46成員
- 生年不詳：中村達也，日本男姓聲優

## 逝世
- 1551年：托馬斯·德·貝蘭加，西班牙天主教會主教、探險家（1487年出生）
- 1809年：上田秋成，日本作家、歌人（1734年出生）
- 1811年：傅鼐，清朝大臣（1758年出生）
- 1827年：喬治·坎寧，前英國首相（1770年出生）
- 1828年：卡尔·彼得·通贝里，瑞典自然學家（1743年出生）
- 1898年：歐仁·布丹，法國畫家（1824年出生）
- 1902年：詹姆斯·迪索，法國畫家（1836年出生）
- 1915年：佐久間左馬太，日本陸軍軍人，第5任臺灣總督（1844年出生）
- 1916年：山葉寅楠，日本商人、企業家，山葉企業創辦人（1851年出生）
- 1945年：派托曼，法國放屁師（1857年出生）
- 1961年：梅兰芳，中国京剧演员（1894年出生）
- 1962年：柳田國男，日本作家、民俗學家（1875年出生）
- 1969年：上官雲相，國民革命軍上將（1895年出生）
- 1973年：何塞·比利亚隆加·略伦特，西班牙足球教練（1919年出生）
- 1974年：伊麗莎白·阿貝格，德國教育家（1882年出生）
- 1974年：埃爾維拉·莎塔葉娃，俄羅斯登山家（1938年出生）
- 1980年：叶海亚·汗，巴基斯坦总统（1921年出生）
- 1983年：蔡邦华，中国昆虫学家（1902年出生）
- 1987年：张孝骞，中国医学家（1897年出生）
- 1989年：羅伯特·卡斯克，美國中世紀文學教授（1921年出生）
- 1991年：詹姆斯·艾爾文，美國太空人（1930年出生）
- 1996年：星野道夫，日本攝影師（1952年出生）
- 2007年：林思顯，香港教育家及銀行家（1922年出生）
- 2007年：馬力，香港立法會議員、民建聯主席（1952年出生）
- 2009年：丹尼爾·哈爾克，西班牙職業足球運動員（1983年出生）
- 2013年：凱倫·布萊克，美國女演員、編劇、歌手和詞曲作者（1939年出生）
- 2014年：彼得·斯克爾索普，澳洲作曲家（1929年出生）
- 2021年：切薩雷·薩爾瓦多里，義大利男子擊劍運動員（1941年出生）
- 2022年：，英國裔澳洲流行歌手（1948年出生）
- 2025年：達尼老·斯德望·卡爾利克，阿根廷籍天主教司鐸級樞機（1926年出生）

## 节假日和习俗
- 東協日
- 國際貓咪日
- 臺灣、 蒙古国：父親節
- 中国：全民健身日